# Phygadeuon cylindraceus
Phygadeuon cylindraceus är en stekelart som beskrevs av Johannes Friedrich Ruthe 1859. Phygadeuon cylindraceus ingår i släktet Phygadeuon och familjen brokparasitsteklar. Arten är reproducerande i Sverige. Inga underarter finns listade i Catalogue of Life.